# Remains (film)
Pour les articles homonymes, voir Remains.
Pour plus de détails, voir Fiche technique et Distribution.
Remains est un film d'horreur post-apocalyptique de Colin Theys sorti en 2011. Il représente un petit groupe de personnes dans un casino de Reno au Nevada qui ont survécu à une catastrophe nucléaire tandis que le reste de l'humanité a été transformé en zombies mangeurs de chair. Il a été produit par le Chiller Network et est basé sur la série de bandes dessinées du même nom (en).

## Synopsis
Tom et Tori sont des employés d'un fictif casino Sill Verstar à Reno. Lors d'une journée lente aux tables, Tom convainc Tori de le rejoindre dans une réserve pour une rencontre sexuelle. Au même moment, un reportage est diffusé sur le "Jour de la paix", un jour où l'approvisionnement mondial en armes nucléaires est sur le point d'être détruit. Quelque chose ne va pas pendant l'événement et une explosion nucléaire se produit, coupant l'alimentation du casino et piégeant Tom et Tori derrière une serrure électronique. Lorsque le courant est rétabli, ils trouvent le casino saccagé et les gens partis à l'exception d'une vieille dame dans un fauteuil électrique qui attaque Tori. Tom et Jensen montent devant pour vérifier les caméras de sécurité du casino tandis que Tori se dirige vers la porte d'entrée pour regarder à l'extérieur. Tom et Jensen voient Victor dehors jeter un homme aux zombies pour se sauver. Victor se précipite dans le casino et demande à être laissé entrer. Jensen le laisse entrer et l'emmène dans une salle de bain pour se nettoyer pendant que Tom et Tori décident de commencer à piéger les autres zombies dans le casino.
Les survivants piègent des zombies dans diverses parties de l'hôtel et éliminent les morts du quai de l'hôtel. Ils notent que la nuit, les zombies semblent dormir. Ils passent les jours suivants à boire, fumer et jouer aux cartes pour tuer le temps. Alors qu'il est sur le toit, Tom repère un convoi de camions mais laisse tomber sa radio du toit avant de pouvoir les contacter. Décidant d'utiliser un projecteur de l'autre côté de la rue pour attirer le convoi, ils se dirigent la nuit devant les zombies endormis. Lorsque la lumière est allumée, la musique joue avec elle, réveillant les zombies. Le groupe est séparé, Victor retournant au casino et Tom et Tori coincés dans un bus. Le convoi de l'armée arrive, sauvant Tom et Tori et se réfugiant avec eux dans le casino. L'infirmière de l'armée, Cindy, répare la main de Tom et leur dit que le groupe se dirige vers le lac Tahoe. Jensen commence à se faufiler et découvre que l'armée a pris toute la nourriture et les fournitures du casino avec l'aide de Victor. Il affronte les soldats sur le quai et une fusillade se produit, tuant Jensen. L'armée décide de partir immédiatement, mais Tom les bloque en leur demandant s'ils ont vidé le garde-manger au-delà de la salle de banquet. Les soldats forcent Tom à leur montrer où il se trouve, et il ouvre la porte pour libérer des dizaines de zombies que lui et Tori ont piégés dans la pièce plus tôt. Les zombies submergent les soldats, qui fuient le casino en panique.
Tom et Tori tentent de s'échapper dans une voiture du parking mais ne peuvent pas ouvrir la porte. Après être retournés sur le toit, ils aperçoivent Cindy qui revient dans une camionnette, qu'elle renverse dans un accident lorsqu'un zombie la surprend. Tom sauve Cindy et la ramène à l'intérieur, où Tori menace de lui tirer dessus. Cindy leur dit que le convoi a été attaqué par un troupeau de zombies plus rapides et plus forts et que personne n'a survécu. Tori et Cindy se disputent et Tori se moque de Cindy à propos de la mort de son père. Elle dit ensuite à Cindy que Tom a tué quelqu'un dans un accident de conduite avec facultés affaiblies à Vegas. Plus tard, en mangeant, Tom révèle à Cindy qu'il a tué sa femme et son enfant à naître dans l'accident. Ils décident de se rendre à Carson City pour tenter de retrouver la fille de Cindy. Dans la matinée, Tom et Cindy se dirigent vers le toit pour voir que le troupeau de zombies plus forts est arrivé. À l'entrée principale, les zombies les plus forts brisent la barricade. Tom, Tori et Cindy décident d'essayer d'utiliser les explosifs pour s'échapper. Ils ouvrent toutes les conduites de gaz sur les cuisinières de la cuisine et fixent une charge. Alors qu'ils s'échappent, Cindy est attaquée et se casse la cheville. Tori essaie de convaincre Tom de laisser Cindy derrière et quand il refuse, elle le frappe à la tête avec une hache, prend son arme et s'en va. Tori place une charge explosive sur la porte du garage et est attaquée par un zombie. Le zombie la mord mais est tué dans l'explosion. Tom et Cindy se rendent à la sortie alors que la deuxième charge explosive se déclenche, détruisant la majeure partie de l'hôtel et du casino. Ils se rendent au parking où ils trouvent la porte ouverte. Ils trouvent la voiture intelligente dans laquelle Tori et Tom ont tenté de s'échapper plus tôt et l'utilisent pour quitter le casino. Dans la scène finale, Tori en zombie porte son fusil de chasse et tue les zombies les plus faibles, ce qui implique qu'elle est plus forte, plus rapide et conserve toujours son intelligence humaine et regarde vers la direction où Tom et Cindy ont conduit.

## Fiche technique
- Titre : Remains
- Réalisation : Colin Theys
- Musique : Matthew Llewellyn, Sarah Schachner
- Cinématographie : Adrian Correia
- Pays de production :  États-Unis
- Genre : Horreur
- Durée : 88 minutes
- Date de sortie : 6 décembre 2011

## Distribution
- Grant Bowler : Tom
- Evalena Marie : Tori
- Miko Hughes : Jensen
- Anthony Marks : Victor
- Lance Reddick : Ramsey
- Tawny Cypress : Cindy